# Българска независимост (1908)
Вижте пояснителната страница за други значения на Българска независимост.
„Българска независимост“ (изписване до 1945 година: Българска независимость) с подзаглавие Всекидневен политически вестник е български вестник, излизал в София в 1908 година, официален орган на Народнолибералната партия – стамболовистите.
| Годишнина | Броеве  | Дата                            |
| --------- | ------- | ------------------------------- |
| I         | 1 – 254 | 4 април 1908 – 25 декември 1908 |

Вестникът излиза под редакцията на Трифон Кунев - Ланчелото, а финансово се ръководи от Павел Генадиев. Редактори са Никола Генадиев, Милан Марков, Никола Кисьовски (Ajax), Павел Генадиев и Владислав Шак. Вестникът се издава от Акционерно дружество „Българска независимост“. Печата се в печатница „Тане Пеев“.
Поради липса на средства вестникът спира в края на декември 1908 година.